# DSLAM

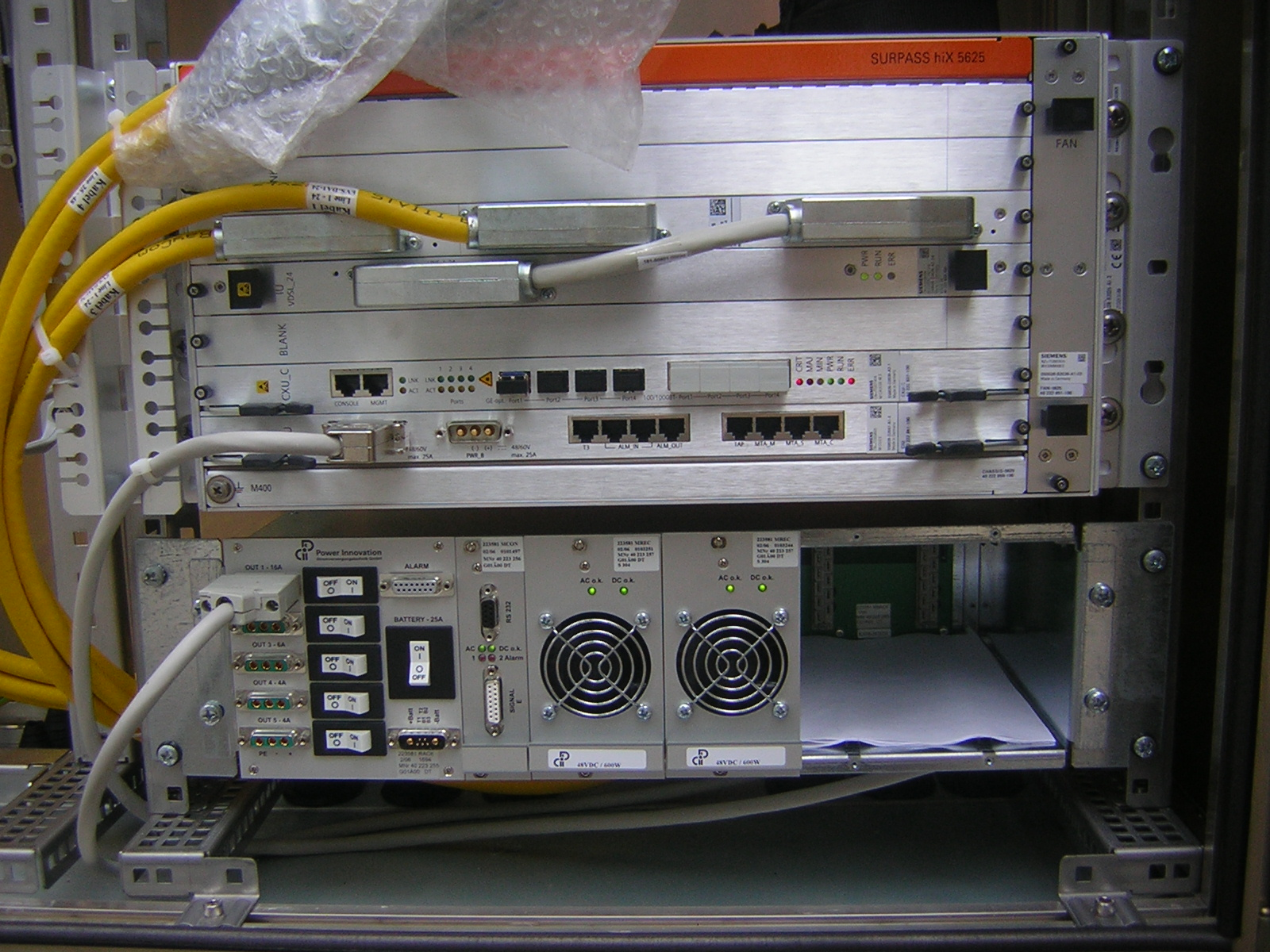
Siemens DSLAM SURPASS hiX 5625

DSLAM (zkratka pro Digital Subscriber Line Access Multiplexer, též vyslovováno jako dee-slam) je zařízení umožňující rychlé připojení k internetu po telefonní lince pomocí technologií xDSL. DSLAM sdružuje několik desítek až stovek datových toků, které jsou z jednotlivých telefonních linek (tj. z poslední míle) odkloněny pomocí kmitočtového filtru (splitteru), takže neprocházejí skrze telefonní ústřednu. Pokud je poslední míle příliš dlouhá, jsou používány vzdálené (vysunuté - remote) DSLAMy, aby byla udržena vysoká datová propustnost (nutnost nad cca 5 km).

## Trasa uživatel – DSLAM
1. U uživatele: DSL modem ukončuje telefonní přípojku a poskytuje připojení jednomu, nebo více počítačům po LAN či USB
2. Účastnická přípojka: Kabelová telefonní přípojka (zpravidla telefonní pár) mezi uživatelem a telefonní ústřednou nebo často bližšího sdružovacího zařízení.
3. Telefonní ústředna
  - Hlavní rozvaděč (Main Distribution Frame): Kabelový rozvaděč ukončující samotné účastnické přípojky vedoucí do ústředny a připojující je k vnitřním obvodům ústředny.
  - xDSL filtry: Elektronické filtry, které rozdělují jednotlivé složky signálů a směrují datový přenos k DSLAMu a hlasový přenos do části ústředny přepojující hlasové služby.
  - Handover Distribution Frame: Rozvaděč spojující signály z filtrů s DSLAMem.
  - DSLAM: Připojuje účastnické přípojky k datové lince poskytovatele síťové konektivity (network service provider). Převádí analogové signály na digitální datový tok v případě Uploadu (z pohledu uživatele) a digitální datový tok na analogové signály v případě Downloadu. používá u toho multiplexování.

## Úloha DSLAMu

xDSL Connectivity diagram

Uživatelé se k DSLAMu připojují přes DSL modem nebo přes DSL router, který je připojen do veřejné telefonní sítě typicky po kroucené nestíněné dvojlince.
DSLAM umístěný v telefonní ústředně shromažďuje datový provoz z mnoha modemových portů a sdružuje je do jednoho datového toku pomocí multiplexování. V závislosti na architektuře zařízení a jeho nastavení DSLAM slučuje DSL linky na standardu Asynchronous Transfer Mode (ATM) a využívá protokoly frame relay, a/nebo Internet Protocol.
Sloučený datový provoz je poté směrován na Broadband Remote Access Server (server síťového přístupu) po Transport Network (transportní síti). A z něj potom po Access Network (přístupové síti) Network Service Providera do samotného internetu. Přístupová síť může dosahovat přenosových rychlostí i nad 10 Gbit/s.
DSLAM se chová jako síťový switch protože je jeho funkce posazená na linkové vrstvě Referenčního modelu ISO/OSI. Z toho důvodu nemůže přesměrovat provoz mezi různými IP podsítěmi, ale pouze mezi zařízením internetového poskytovatele a zařízeními koncových uživatelů.
DSLAM může, ale nemusí být umístěn přímo v telefonní ústředně. Často bývá, jako tzv. vzdálený DSLAM umístěný v sousedství koncových uživatelů, kteří jsou příliš vzdálení od telefonní ústředny, nebo tvoří součást místní ústředny. Viz tabulka závislosti přenosové rychlosti na vzdálenosti. Někdy bývá umístěn spolu s Digital loop carrier (DLC) (digitální přenos smyčky). DLC je systém, který umožňuje připojit k ústředně i natolik vzdálené účastnické přípojky, které by z elektrického hlediska již na takovou vzdálenost nefungovaly. DLC digitalizuje jinak analogové hlasové přenosy a poté je na velkou vzdálenost přenese digitálně. Datový DSL provoz se filtry směruje do DSLAMu ještě před DLC.
DSLAMy také používají hotely a větší instituce, které zpravidla používají vlastní telefonní podsystémy pro vlastní vnitřní komunikaci.

## Závislost přenosové rychlosti na vzdálenosti
Telefonní pár má na vyšších frekvencích značný útlum, proto se vzdáleností klesá možná přenosová rychlost. Vyšší přenosová rychlost znamená vyšší frekvenci ve vedení a s ní i větší útlum. Signály se pak po trase postupně ztrácejí a na konci vedení nejsou čitelné, v takovém případě systém automaticky sníží přenosovou rychlost na první možnou úroveň, kde bude vliv útlumu vedení dostatečně nízký. V následující tabulce je hrubý přehled vzdáleností a možných přenosových rychlostí. (Počítá s použitím symetrického měděného vedení o průřezu 0,44 mm² a technologie ADSL2+.) Ovšem místní podmínky se mohou velice lišit díky použitému materiálu vedení, umístění, rušení vnějšími vlivy a kvalitou koncových zařízení.
- 25 Mbit/s na ~300 m
- 24 Mbit/s na ~600 m
- 23 Mbit/s na ~900 m
- 22 Mbit/s na ~1,2 km
- 21 Mbit/s na ~1,5 km
- 19 Mbit/s na ~1,8 km
- 16 Mbit/s na ~2,1 km
- 8 Mbit/s na ~3 km
- 1,5 Mbit/s na ~4,5 km
- 800 kbit/s na ~5,2 km

Teoretické hodnoty, v praxi je rychlost nastavena mnohem níže např. Na vzdálenost 2 km, je rychlost nastavena 4,5 mb/384 kb.

## IP-DSLAM
IP-DSLAM znamená Internet Protocol Digital Subscriber Line Access Multiplexer. Uživatelský datový provoz je převážně založený na IP. Tradiční DSLAM používá Asynchronous Transfer Mode (ATM) technologii pro připojení na odchozí ATM routery/switche. Od těchto zařízení jde už komunikace v IP podobě. IP-DSLAM pracuje s IP protokolem již sám o sobě. Výhody toho jsou nižší cena vybavení (odpadnou odchozí ATM routery/switche), rychlejší odezva celé sítě a větší nabídka funkcí a možností takového zařízení.

## Další funkce
DSLAM může nabídnout i schopnost označovat provoz virtuální LAN, který skrze něj prochází od uživatelů směrem k odchozím routerům. Ačkoliv není plně stavový firewall, některé DSLAMy nabízejí filtrování paketů, jako například zahazování některých známých protokolů. Také často podporují Quality of Service (QoS) funkce pro rezervaci a řízení datových toků. Mohou díky tomu stanovit prioritní přenosy, nebo jen stanovit dělení přenosové kapacity, aby nedocházelo k zahlcení jedinou náročnou službou.

## Detaily hardwaru
Kromě toho, že je DSLAM síťový switch a multiplexer, sestává také z řady modemů. Zpravidla z velkého množství modemů. Každý modem na spojovací rozšiřovací kartě komunikuje s jedním konkrétním uživatelským DSL modemem. Tyto modemy jsou funkčně přímo zastavěny do DSLAMu jako takového a nejsou v podobě odděleného zařízení jak je známe z domácích počítačů. Modemy DSLAMu mají vždy funkci měření linky a dokáží podle toho kompenzovat linku impedančně. To je důležité hlavně proti odrazům signálů od nevhodně ukončených konců linky. Krom toho dokáží linku kompenzovat i v jiných ohledech, využít tak lépe výhody symetrického vedení a dosáhnout větší přenosové rychlosti. Každý DSLAM má několik spojovacích karet a každá z nich má řadu portů do kterých jsou zapojeny účastnické přípojky. Typicky má jedna spojovací karta 24 portů, tento počet se však může lišit dle výrobce. DSLAMy jsou konstrukčně řešeny tak, aby je bylo možno vložit do rackových skříní, které se dnes používají ve všech oblastech telekomunikace i mimo ní. Napájecí napětí je nejčastěji 48 V stejnosměrných.
Jako odchozí linky se nejčastěji používá gigabit Ethernet nebo optická vlákna.